# Hardwell
Robbert van de Corput (mer känd under sitt artistnamn Hardwell), född 7 januari 1988 i Breda, är en nederländsk, musiker och musikproducent och en före detta DJ. Han har bland annat samarbetat med Producenter som Tiësto, Chuckie, Nicky Romero, Showtek, Laidback Luke och Porter Robinson.
Han började göra egen musik redan när han var 13 år, och hans första mix-album kom 2006.
Hardwell är även grundare av det nederländska skivbolaget Revealed Recordings.

## Världsranking
Hardwell har flera gånger varit med på den brittiska tidskriften DJ Magazines årliga ranking över världens 100 bästa diskjockeyer.
- 2011 – plats 24

- 2012 – plats 6

- 2013 – plats 1[1]

- 2014 – plats 1

- 2015 – plats 2

- 2016 – plats 3

- 2017 – plats 4

- 2018 – plats 3